# Liste des volcans du Cap-Vert

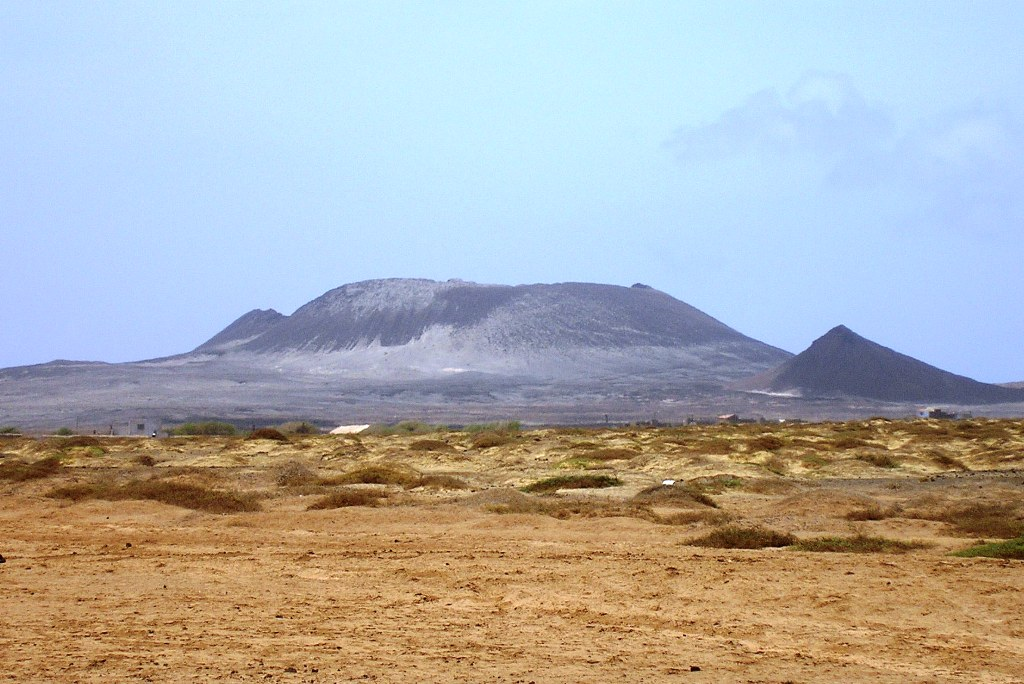
Volcan éteint "Viana" sur l'île de São Vicente au Cap-Vert. Photo de 2007.

Cet article recense les volcans de l'archipel du Cap Vert. 

## Liste des volcans
| Nom               | Altitude | Dernière éruption | Caractéristique                     | Coordonnées          |
| ----------------- | -------- | ----------------- | ----------------------------------- | -------------------- |
| Monte Armarelo    | ?        | ?                 | Cône effondré de la caldera du Fogo | 14° 56′ N, 24° 20′ O |
| Brava             | +00900,  | ?                 | Stratovolcan                        | 14° 51′ N, 24° 41′ O |
| Chã das Caldeiras | ?        | ?                 | Cône de la caldera du Fogo          | 14° 56′ N, 24° 20′ O |
| Pico do Fogo      | +02 829, | 2015              | Stratovolcan                        | 14° 56′ N, 24° 20′ O |
| Pico Grande       | ?        | ?                 | Cône de la caldera du Fogo          | 14° 56′ N, 24° 20′ O |
| Monte Orlando     | ?        | ?                 | Cône de la caldera du Fogo          | 14° 56′ N, 24° 20′ O |
| Monte Rendall     | ?        | ?                 | Cône de la caldera du Fogo          | 14° 56′ N, 24° 20′ O |
| Vulcao            | ?        | ?                 | Cône de la caldera du Fogo          | 14° 56′ N, 24° 20′ O |
| Monte Gordo       | +01 312, | ?                 |                                     | 16° 36′ N, 24° 20′ O |